# 田口一成
田口 一成（たぐち かずなり、1980年12月19日 - ）は、福岡県出身の社会起業家・実業家。株式会社ボーダレス・ジャパン代表取締役CEOおよび、NPO法人ボーダレスファウンデーション代表理事。

## 人物
- 1980年生まれ。福岡県出身。[1]

- 早稲田大学商学部へ進学。大学2年時に栄養失調に苦しむ子どもの映像を見て「これぞ自分が人生をかける価値がある」と決意。
- 大学3年時にワシントン大学へビジネス留学。
- 卒業後は、株式会社ミスミ（現：株式会社ミスミグループ本社）に新卒入社。その後独立し、ボーダレス・ジャパンを創業。
- 国内外13カ国で50以上のソーシャルビジネスを展開。
- グループ全体で2024年度に売上100億円を突破、2030年までに500億円・最終的には1兆円規模のビジネスへ成長させる中期ビジョンを掲げる。
- 2018年10月、社会起業家養成所ボーダレスアカデミー[2]を開校。
- 2020年4月、自然エネルギー100%の電力供給サービス「ハチドリ電力」を開始。
- 2023年10月、新たなパーパス「SWITCH to HOPE　社会の課題を、みんなの希望へ変えていく。」を制定。[3]
- 各種メディア出演歴多数（カンブリア宮殿／2020年、TEDxHimiのスピーチは再生回数110万超）。2021年に出版した著書『9割の社会問題はビジネスで解決できる』（PHP研究所）[4]はベストセラーに。
- 受賞・選出歴：日経ビジネス「世界を動かす日本人50」（2019）、Forbes JAPAN「日本のインパクト・アントレプレナー35」（2019）[5]、Newsweek「世界に貢献する日本人30」（2021）、EY「アントレプレナー・オブ・ザ・イヤー・ジャパン」など
- 最新の活動：2024年12月24日、NPO法人ボーダレスファウンデーションを設立、代表理事に就任。「社会を変えたいという想いを、仕組みに変える」をミッションに掲げ、ビジネスでは届きにくい分野へオペレーティングファウンデーションの役割を持って取り組む団体としてスタート

## 略歴
1999年　　西南学院高校卒業
1999年　　 早稲田大学商学部入学
2001年　　米国ワシントン大学に留学（1年間）
2004年　　早稲田大学商学部卒業
2004年　　株式会社ミスミ（現：ミスミグループ本社） 入社
2007年3月  　株式会社ボーダレス・ジャパン 創業、代表取締役社長に就任（現任)
2017年3月  　ボーダレス・ジャパンがオルタナ主催「グリーン・オーシャン大賞」大賞・金賞をダブル受賞
2018年10月　　社会起業家養成所「ボーダレスアカデミー」開校、福岡校校長に就任
2019年2月　　日経ビジネス「世界を動かす日本人50」に選出
2019年3月　　ボーダレス・ジャパンが「日本で一番大切にしたい会社大賞」審査委員会特別賞受賞
2019年6月　　Forbes JAPAN「日本のインパクト・アントレプレナー35」に選出
2019年10月　　ボーダレス・ジャパンがGOOD DESIGN AWARD2019に推薦され「ビジネスモデル部門」でグッドデザイン賞を受賞
2020年4月　　再生可能エネルギー事業「ハチドリ電力」を立ち上げ
2021年5月　　著書『9割の社会問題はビジネスで解決できる』（PHP研究所）を出版。ベストセラーとなる
2021年11月　　Newsweek「世界に貢献する日本人30」に選出
2023年9月　　共創型リーダー育成プログラム「Jammin’ Award 2023」の審査員を務める
2023年11月　　クラウドファンディング型のふるさと納税支援事業「ふるさと納税forGood!」を立ち上げ
2023年10月　　新パーパス 「SWITCH to HOPE – 社会の課題を、みんなの希望に変えていく」を発表
2024年6月　　完全招待制の合宿イベント「ENJIN」第1回を開催
2024年10月　　社会起業家支援の知見を生かし地域課題解決を促進する「公民連携室」を設立
2024年12月　　NPO法人ボーダレスファウンデーションを設立、代表理事に就任（現任）

## メディア情報

### 著書
- 『9割の社会問題はビジネスで解決できる』（2021年5月29日、PHP研究所）ISBN 9784569849133 [11]

### テレビ
- 日経スペシャル ガイアの夜明け（2016年3月22日(火)、テレビ東京）[12]
- 日経スペシャル カンブリア宮殿 次世代ビジネスの挑戦者たち 第3弾！ 社会貢献の新潮流を生む 若き起業家の挑戦（2020年4月16日(木)、テレビ東京）- ボーダレス・ジャパン社長 田口一成出演[13]
- Fresh Faces -アタラシイヒト-（2020年4月25日(土)、BS朝日）[14]
- フジテレビ「フューチャーランナーズ～17の未来～」 （2021年9月15日）[15]

### 新聞
- 朝日新聞「フロントランナー」2020年12月12日(日)[16]
- 朝日新聞夕刊「時代の栞」 （2022年1月5日）[17]
- 日本経済新聞  データで読む地域再生 九州・沖縄（2025年7月5日）[18]

### 雑誌
- 月刊 『企業診断』 2020年7月号[19]
- リクルートマネジメントソリューションズ機関誌「RMS Messagevol.59」 （2020年8月)[20]
- 「THE21」 2020年8月号「小規模事業の集合体である「スイミー」のような組織が生き残る」（2020年8月）[21]
- 「ch FILES」 2021年2号「社長に会いたい」のコーナー（2020年1月）[22]
- 「ソトコト」2021年9月号[23]

### WEB
- TEDxHimi　「人生の価値は、何を得るかではなく、何を残すかにある。」（2016年07月29日）[24]
- PRESIDENT Online田原 総一朗氏との対談「世界の貧困の解決に「儲け」は必要なのか」（2017年10月）[25]
- YOUTURN(2019年2月)
  - No.1「恩」と「成長」で加速するソーシャルビジネス組織論[26]
  - No.2 人を育て助け合う企業カルチャー[27]
  - No.3 「制度は思想」[28]
- BUSINESS INSIDER JAPAN「『10億円稼ぐ社会起業家1000人育てる』23もの社会課題解決に取り組むベンチャーが急成長」(2019年3月）[29]
- FINDERS「利益より社会問題の解決を重視。そんなソーシャルビジネスでボーダレス・ジャパンはなぜ成長できるのか？」(2019年7月)[30]
- 日本経済新聞オンライン「もうからないソーシャルビズ変える　起業家鍛える道場　SDGs起業家たち（5）」（2020年3月）[31]
- ダイヤモンドオンライン ソフトバンク和田毅×ボーダレス田口一成『「社長になって燃え尽きる人」と「大成しないプロ」の共通点』（2020年3月）[32]
- IDEAS FOR GOOD「ボーダレス・ジャパン代表 田口一成氏インタビュー。その社会課題解決力の根底にあるもの」（2020年3月）[33]
- 日経エネルギーNext「ソーシャルベンチャー、ボーダレス・ジャパンが電力に参入する理由」（2020年4月)[34]
- マネー現代「環境問題はビジネスにならない」と言う人たちが知らない「意外な現実」(2020年7月）[35]
- ニュースイッチ「「失敗は認める、多数決はダメ。拡大する「社会起業家集団」の作り方」(2020年7月)[36]
- 日本経済新聞 電子版「もうからないソーシャルビズ変える　起業家鍛える道場」（2020年3月）[37]

- Forbes JAPAN web「大物でなく「本物」を生む。起業家の挑戦を支える社会へ」（2021年11月）[38]
- PIVOT 「SDGsを語るなら17項目すべてに関わろう」（2022年3月15日）[39]
- IDEAS FOR GOOD 「ボーダレス・ジャパン田口氏に聞く。「手数料0％」クラウドファンディングの狙いとは？」（2022年4月13日）[40]
- visions 「「社会のために」は事業にできる。チャレンジを支える共同体づくり」（2023年1月11日）[41]
- Forbes JAPAN 「第3回CSA賞受賞— 「究極の人材育成」ボーダレス・ジャパンの20代起業家輩出の仕組み」（2023年4月27日）[42]
- 日経ビジネス 「ウクライナと世界の未来と私たち第4章 | 共創が開く　持続可能な未来」（2024年2月1日）[43]
- greenz.jp 「今、社会に必要なのは希望だと思う。ボーダレス・ジャパン代表・田口一成さんに聞く、社会性と経済性を両立するソーシャルビジネス論」（2024年9月13日）[44]

### YouTube
- コテンラジオ （2020年12月14日）
  - #38 世界を動かす日本人！ソーシャルベンチャーの旗手 ボーダレス・ジャパン田口代表が掲げる夢と志（前編）
  - #39 世界を動かす日本人！ソーシャルベンチャーの旗手 ボーダレス・ジャパン田口代表が掲げる夢と志（中編）
  - #40世界を動かす日本人！ソーシャルベンチャーの旗手 ボーダレス・ジャパン田口代表が掲げる夢と志（後編）